# Opsimus quadrilineatus
Opsimus quadrilineatus là một loài bọ cánh cứng trong họ Cerambycidae.